# Sofiïvka (raïon de Kramatorsk)
Sofiïvka (en ukrainien : Софіївка, en russe : Софиевка, Sofiïevka) est une commune urbaine de l'oblast de Donetsk, en Ukraine. Elle compte 895 habitants en 2021.

## Géographie
Sofiïvka se trouve à 3,7 km à l'ouest du centre de Kramatorsk, à 82 km au nord-nord-ouest de Donetsk et à 538 km à l'est-sud-est de Kiev.

## Histoire
Ce village a été fondé en 1928 sous le nom de Beskrovny et a reçu son statut de commune urbaine en 1962. 

## Population
| 1970 | 1979 | 1989 | 2001 | 2014 |
| ---- | ---- | ---- | ---- | ---- |
| 1173 | 993  | 877  | 912  | 855  |